# Iranolacerta zagrosica
Iranolacerta zagrosica — вид ящірок з родини справжні ящірки (Lacertidae).

## Поширення
Ящірка є ендеміком іранської провінції Ісфахан, де трапляється лише у двох місцях у горах Загрос. Вид пов'язаний з скелястими місцевостями з дрібною, рідкісною рослинністю.